# Gaet'ale
Gaet'ale est un lac hypersalin d'environ 60 mètres de diamètre situé à proximité du site de Dallol dans le Danakil (Afar, Éthiopie). Il est localisé sur une source chaude d'origine tectonique et n'a pas d'entrée ou de sortie d'eau apparente. L'eau du Gaet'ale a une MDT (en) (matière dissoute totale) de 433 ± 9 g·kg-1 ce qui fait du lac le plus salé connu sur Terre (2017). Ainsi, il surpasse le lac Don Juan en Antarctique (qui a une composition similaire), peut-être du fait des températures plus élevées occurrentes à Gaet'ale, permettant une solubilité plus élevée des sels.

## Composition de l'eau
Les substances dissoutes dans l'eau du Gaet'ale sont majoritairement du chlorure de calcium (CaCl2) et du chlorure de magnésium (MgCl2) à hauteur de près de 98 % du MDT les deux réunis. Des traces de fer(III) sont présentes, donnant à l'eau une couleur jaune.

## Formation
Selon des témoignages locaux, le lac se serait formé en 2005, après un séisme.